# Moo Duk Kwan
Moo Duk Kwan es el nombre de una organización de artes marciales fundada en 1945, en Corea del Sur por Hwang Kee. Las escuelas autorizadas y asociadas a Moo Duk Kwan enseñan Soo Bahk Do, anteriormente Tang Soo Do (y antes «Hwa Soo Do»). «Moo Duk Kwan» se traduce como «Escuela de Virtud Marcial».

## Historia
Cuando era niño, Hwang Kee presenció a un hombre que usaba a Taekyon para defenderse de un grupo grande. La experiencia más tarde lo inspiró a desarrollar su propio arte marcial. Aunque la Asociación de Taekkyon de Corea cuestionó la historia de Hwang, este dijo que el hombre se negó a enseñarle, dejándolo diseñar su propio sistema basado en lo que había visto. Viajando entre Manchuria y Corea durante la Segunda Guerra Mundial, Hwang luego apeló con éxito al maestro de artes marciales chino Yang Kuk Jin para que lo entrenara, fusionando las artes marciales chinas y coreanas en una forma que inicialmente llamó Hwa Soo Do («el Camino de la Mano Floreciente»), cambiando a Hwa Soo (Tang Soo) Him Soo Do después de que la apertura de una sala de entrenamiento el 9 de noviembre de 1945 no tuviera éxito. El nuevo nombre dio lugar a un mayor éxito.
Hwang Kee amplió aún más su escuela de artes marciales Moo Duk Kwan después de que en 1957 un bibliotecario de la Universidad Nacional de Corea en Seúl le presentó el Muye Dobo Tongji. Hacía referencia al sistema de artes marciales de Subak, una técnica de manos y pies descalzos. El 30 de junio de 1960, Hwang Kee cambió el nombre de su sistema de artes marciales a «Soo Bahk Do».
Para 1960, Tang Soo Do estaba siendo practicado por casi el 75 % de todos los artistas marciales en Corea, pero este arte marcial enfrentó desafíos particularmente en la expansión más allá de Corea, incluidos los intentos de fusión con el Taekwondo. Sin embargo, a pesar de estos desafíos, finalmente se extendió por todo el mundo, con cerca de 300 000 practicantes.
Después de la muerte de Hwang Kee el 14 de julio de 2002, su hijo Hwang Hyun-chul (Jin Mun) fue nombrado su sucesor. Su nombramiento fue aprobado por unanimidad por el Consejo de Administración de la Federación de Estados Unidos Soo Bahk Do Moo Duk Kwan, Inc., así como por otros capítulos del mundo.

## Marcas y escuelas
En Estados Unidos, «Moo Duk Kwan» y el primer logo son marcas comerciales registradas a nivel federal de la Federación estadounidense de Soo Bahk Do Moo Duk Kwan y "Soo Bahk Do" y su logo son marcas de servicio.
En Chile, Moo Duk Kwan, Soo Bahk Do y el Logotipo del Puño y Laureles son marcas comerciales registradas de la Federación Chilena de Soo Bahk Do Moo Duk Kwan.